# 小橋一郎
小橋 一郎（こばし いちろう、1923年（大正12年）2月14日 - ）は、日本の法学者。専門は、商法・会社法）。学位は、法学博士（大阪大学・論文博士・1962年）。同志社大学名誉教授。勲三等旭日中綬章受章。

## 略歴
京都府京都市生まれ。1940年（昭和15年）3月京都府立京都第一中学校卒業。1945年（昭和20年）、立命館大学法文学部卒業。学位は、法学博士（大阪大学、1962年）（学位論文「手形行為論」）。
2000年（平成12年）4月、勲三等旭日中綬章受章。

## 主な著作
翻訳
- サヴィニー（著）『現代ローマ法体系（第1巻）』（成文堂、1993年）
- サヴィニー（著）『現代ローマ法体系（第2巻）』（成文堂、1996年）
- サヴィニー（著）『現代ローマ法体系（第3巻）』（成文堂、1999年）
- サヴィニー（著）『現代ローマ法体系（第4巻）』（成文堂、2001年）
- サヴィニー（著）『現代ローマ法体系（第5巻）』（成文堂、2003年）

著書
- 『手形法・小切手法』（成文堂、1997年）
- 『会社法』（成文堂、1991年）
- 『銀行員のための手形・小切手法入門』（金融財政事情研究会、1991年）
- 『手形・小切手法の基礎』（成文堂、1990年）
- 『会社法』（成文堂、1987年）
- 『判例批評 - 商法論集』（成文堂、1986年）
- 『商法総則』（成文堂、1985年）
- 『有価証券法の基礎理論』（日本評論社、1982年）
- 『商法論集 - 判例批評 1』（成文堂）
- 『商法論集 - 総則・会社』（成文堂）
- 『商法論集 - 商行為・手形 1』（成文堂）